# Nikołaj Awksientjew

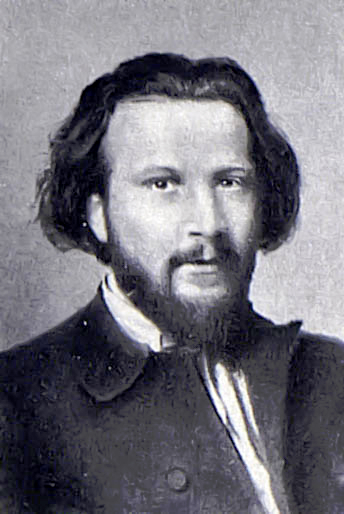
Nikołaj Awksientjew

Nikołaj Dmitrijewicz Awksientjew (ros. Николай Дмитриевич Авксентьев; (ur. 16 listopada?/28 listopada 1878 w Penzie, zm. 4 marca 1943 w Nowym Jorku) – rosyjski narodnik, jeden z przywódców Partii Socjalistów-Rewolucjonistów.  Minister spraw wewnętrznych Rządu Tymczasowego w gabinecie Aleksandra Kiereńskiego (VII-IX 1917). Po przewrocie bolszewickim (rewolucji październikowej) pomiędzy 23 września a 17 listopada 1918 członek Ogólnorosyjskiego Rządu Tymczasowego w Ufie (Dyrektoriatu Ufijskiego).

## Życiorys
Studiował na Wydziale Prawnym Uniwersytetu Moskiewskiego, był współzałożycielem i jednym z liderów Partii Socjalistów-Rewolucjonistów, 1906 został skazany na zesłanie, 1907-1917 przebywał na emigracji. Po rewolucji lutowej i obaleniu caratu został członkiem Komitetu Wykonawczego Piotrogrodzkiej Rady Delegatów Robotniczych i Żołnierskich i przewodniczącym Ogólnorosyjskiej Rady Delegatów Chłopskich, od lipca do września 1917 był ministrem spraw wewnętrznych Rządu Tymczasowego Rosji w gabinecie Aleksandra Kiereńskiego. Po przewrocie bolszewickim jeden z organizatorów Komitetu Ocalenia Ojczyzny i Rewolucji. Aresztowany przez bolszewików i osadzony w Twierdzy Pietropawłowskiej, uwolniony przez interwencję Isaaka Sztejnberga - lewicowego eserowca, komisarza ludowego sprawiedliwości.  W marcu 1918 współtworzył Centrum Narodowe, w maju 1918 Związek Odrodzenia Rosji. Współorganizował antybolszewickie wojska na Powołżu i Syberii. Pomiędzy 23 września a 17 listopada 1918 był członkiem Ogólnorosyjskiego Rządu Tymczasowego w Ufie (Dyrektoriatu Ufijskiego), po zamachu stanu admirała Aleksandra Kołczaka 18 listopada 1918 aresztowany, a następnie 20 listopada przymusowo wydalony zagranicę. W Paryżu był jednym z redaktorów Sowriemiennych zapisków i prowadził działalność antybolszewicką, był także mistrzem rosyjskiej emigracyjnej loży wolnomularskiej "Siewiernaja Zwiezda".